# Гладій Андрій Ігорович
Андрій Ігорович Гладій (13 лютого 1975, м. Чортків, Тернопільська область — 27 травня 2022, поблизу смт Новолуганське, Донецька область, Україна) — український військовослужбовець, сержант Збройних Сил України, учасник російсько-української війни, який загинув під час російського вторгнення в Україну. Почесний громадянин міста Чорткова (2022, посмертно).

## Життєпис
Народився 13 лютого 1975 року в м. Чорткові на Тернопільщині.
Навчався в Чортківській загальноосвітній школі № 7.
З 2014 року став учасником АТО. При виході з оточення поблизу м. Дебальцевого на Донеччині, отримав контузію.
Загинув 27 травня 2022 року в результаті артилерійського обстрілу опорного пункту та штурмових дій окупантів поблизу смт Новолуганського в Бахмутському районі на Донеччині.
Похований на центральному кладовищі по вул. С. Бандери в Чорткові.

## Нагороди
- орден «За мужність» III ступеня (21.07.2022, посмертно) — за особисту мужність і самовіддані дії, виявлені у захисті державного суверенітету та територіальної цілісності України, вірність військовій присязі[1];
- відзнака «За честь і відвагу» (18 серпня 2022, м. Чортків, посмертно).

## Вшанування пам'яті
- Присвоєно звання «Почесний громадянин міста Чорткова» (18.08.2022, посмертно)[2].